# Paulding Bay
Die Paulding Bay ist eine Bucht an der Banzare-Küste des ostantarktischen Wilkeslands. Der äußere Bereich der Bucht wird eingenommen durch das Universität-Moskau- und das Wojeikow-Schelfeis.
Der US-amerikanische Kartograf Gardner Dean Blodgett kartierte sie 1955 anhand von Luftaufnahmen, die bei der Operation Highjump (1946–1947) entstanden. Das Advisory Committee on Antarctic Names benannte die Bucht  1955 nach James Kirke Paulding (1778–1860), United States Secretary of the Navy im Kabinett von US-Präsident Martin Van Buren, der bei der Ausrüstung der United States Exploring Expedition (1838–1842) unter der Leitung des Polarforschers Charles Wilkes behilflich war.